# 温伍德
温伍德是美国佛罗里达州迈阿密-戴德县迈阿密的一个街区，以其街头艺术和娱乐活动而闻名。该区域北接195号州际公路，南至北第20街，西临95号州际公路，东靠佛罗里达东海岸铁路，介于迈阿密市中心和上城以北，与埃奇沃特相邻。温伍德主要分为两个特色区域：北部的温伍德艺术区和沿西第5大道延伸的温伍德时尚区。温伍德艺术区因遍布建筑外墙和人行道的巨幅涂鸦壁画而成为迈阿密最具特色的艺术地标之一，当中的温伍德墙（Wynwood Walls）作为户外街头艺术博物馆，已成为迈阿密最受欢迎的旅游景点之一。该街区在1950年代曾因大量波多黎各移民聚居而被称为小圣胡安（Little San Juan）或埃尔巴里奥（El Barrio），许多地方至今仍保留着浓郁的波多黎各文化特色，街道两旁分布着波多黎各风味的餐厅、商店和市场。
温伍德的前身是一个以佛罗里达东海岸铁路布埃纳维斯塔车辆段为主体的工业区，到了1960年代，因受到劳资谈判破裂及铁路工人发动罢工的影响，佛罗里达东海岸铁路逐渐取消了客运服务，而布埃纳维斯塔车辆段在罢工开始后不久就被关闭。在站场内所有设施都被拆除后，铁路公司实际上保留了这块地皮，并多年来将其用作存放从附近迈阿密港进出的集装箱。2002年，这片土地被出售给地产发展商进行重建。2000年代末，随着汇聚高端零售丶高尚酒店及住宅的迈阿密中城（Midtown Miami）发展项目的展开，长期闲置的仓库逐渐被艺术家、餐厅和咖啡馆占据。开发商托尼·高德曼在2009年策划“温伍德墙”项目，通过邀请艺术家创作轮换的街头艺术作品，进一步推动了该地区的艺术复兴。随着艺术区的发展，昔日的工业区已蜕变为户外艺术博物馆和娱乐中心，吸引着艺术家、游客和时尚人士，更被《福布斯》杂志评为美国最佳“潮人”街区之一。
交通方面，温伍德区内有迈阿密都会巴士提供服务，南端可通过都会旅客捷运系统的学校委员会站连接，西侧不到一英里处设有迈阿密地铁阿拉帕塔站。